# Chicago 17
Chicago 17 es el nombre del 14°. álbum de estudio grabado por la banda de rock estadounidense Chicago. Fue lanzado al mercado por los sellos discográficos Full Moon y Warner Bros. el 14 de mayo de 1984. Fue producido nuevamente por David Foster.

## Lista de canciones
| Chicago 17 |                          |                                              |          |  |
| N.º        | Título                   | Escritor(es)                                 | Duración |  |
| 1.         | «Stay the Night»         | Peter Cetera · David Foster                  | 3:50     |  |
| 2.         | «We Can Stop the Hurtin» | Robert Lamm · Bill Champlin · Deborah Neal   | 4:10     |  |
| 3.         | «Hard Habit to Break»    | Steve Kipner · Jon Parker                    | 4:44     |  |
| 4.         | «Only You»               | James Pankow · David Foster                  | 3:53     |  |
| 5.         | «Remember the Feeling»   | Peter Cetera · Bill Champlin                 | 4:28     |  |
| 6.         | «Along Comes a Woman»    | Peter Cetera · Mark Goldenberg               | 4:13     |  |
| 7.         | «You're the Inspiration» | Peter Cetera · David Foster                  | 3:50     |  |
| 8.         | «Please Hold On»         | Bill Champlin · David Foster · Lionel Richie | 3:41     |  |
| 9.         | «Prima Donna»            | Peter Cetera · Mark Goldenberg               | 4:13     |  |
| 10.        | «Once in a Lifetime»     | James Pankow                                 | 4:11     |  |
| 11.        | «Here Is Where We Begin» | Robert Lamm                                  | 3:53     |  |

- Datos: Q3279287